# Gonatopus clavatus
Gonatopus clavatus är en kallaväxtart som beskrevs av Simon Joseph Mayo. Gonatopus clavatus ingår i släktet Gonatopus och familjen kallaväxter. IUCN kategoriserar arten globalt som livskraftig. Inga underarter finns listade.